# 1982–86 The Videos
'1982-86 The Videos – zbiór teledysków zespołu Marillion z lat 1982–1986. Wydane na VHS i Betamax.

## Spis teledysków
1. Market Square Heroes
2. He Knows You Know
3. Garden Party
4. Assassing
5. Kayleigh
6. Lavender
7. Heart of Lothian
8. Lady Nina